# Нюрнберзький кодекс
Нюрнберзький кодекс — міжнародний документ, який регулює принципи проведення медичних дослідів над людьми. Кодекс був розроблений і прийнятий після Нюрнберзького процесу над лікарями в 1947 і є основою для багатьох національних і міжнародних законів.

## Десять принципів кодексу
1. Абсолютно необхідною умовою проведення експерименту на людині є добровільна згода останнього.
2. Експеримент має бути таким, щоб дати плідні результати на благо суспільства, які неможливо отримати іншими методами чи засобами дослідження, а також не є випадковим і непотрібним за своєю природою.
3. Експеримент повинен ґрунтуватися на даних, отриманих у лабораторних дослідженнях на тваринах, знанні історії розвитку даного захворювання або інших проблем, що вивчаються. Його проведення має бути так організовано, щоб очікувані результати виправдовували факт його проведення.
4. При проведенні експерименту необхідно уникати всіх зайвих фізичних та психічних страждань та ушкоджень.
5. Жоден експеримент не повинен проводитись у разі, якщо є підстави припускати можливість смерті або інвалідного поранення випробуваного; винятком, можливо, можуть бути випадки, коли лікарі-дослідники виступають як випробувані під час проведення своїх експериментів.
6. Ступінь ризику, пов'язаного з проведенням експерименту, ніколи не повинна перевищувати гуманітарну важливість проблеми, на вирішення якої спрямований даний експеримент.
7. Експерименту повинна передувати відповідна підготовка, та його проведення має бути забезпечене обладнанням, необхідним для захисту випробуваного від найменшої можливості поранення, інвалідності чи смерті.
8. Експеримент має проводитися лише особами, які мають наукову кваліфікацію. На всіх стадіях експерименту від тих, хто проводить його або зайнятий у ньому, потрібно максимум уваги та професіоналізму.
9. У ході проведення експерименту випробуваний має мати можливість зупинити його, якщо, на його думку, його фізичний чи психічний стан унеможливлює продовження експерименту.
10. У ході експерименту дослідник, який відповідає за його проведення, повинен бути готовий припинити його на будь-якій стадії, якщо професійні міркування, сумлінність та обережність у судженнях, що вимагаються від нього, дають підстави вважати, що продовження експерименту може призвести до поранення, інвалідності або смерті випробуваного.